# Mesabolivar junin
Mesabolivar junin là một loài nhện trong họ Pholcidae. Loài này được phát hiện ở Peru.